# Tropik
| Serie Tropik                 | Serie Tropik                        |
| Technische Daten (Überblick) | Technische Daten (Überblick)        |
| ---------------------------- | ----------------------------------- |
| Schiffstyp:                  | Fang- und Gefrierschiff Hecktrawler |
| Werft:                       | Volkswerft Stralsund                |
| Vermessung:                  | 2435 BRT / 1070 NRT                 |
| Länge über alles:            | 79,8 m                              |
| Länge zw. d. Loten:          | 71,0 m                              |
| Breite auf Spanten:          | 13,2 m                              |
| Seitenhöhe:                  | 7,0 m                               |
| Tiefgang:                    | 4,9 m                               |
| Geschwindigkeit:             | 11,7 kn                             |
| Deplacement:                 | 3050 t (3305 t)                     |
| Tragfähigkeit:               | 862 t (909 t)                       |
| Antrieb:                     | 2 Dieselmotoren Typ 8 NVD 48        |
| Gesamtleistung:              | 985 kW (mit Zusatz-E-Motor 1220 kW) |
| Besatzung:                   | 76 Mann                             |

Die Großserie Tropik war eine Baureihe von Fang- und Gefrierschiffen, die zwischen 1962 und 1966 auf der Volkswerft Stralsund produziert wurde. Insgesamt wurden 88 Einheiten des für tropische Gewässer ausgelegten Hecktrawlers gefertigt. Davon waren zwei, die Stubnitz und die Granitz, modifizierte Versionen, die als Kühl- und Transportschiff für den Heringsfang eingesetzt wurden.

## Technik

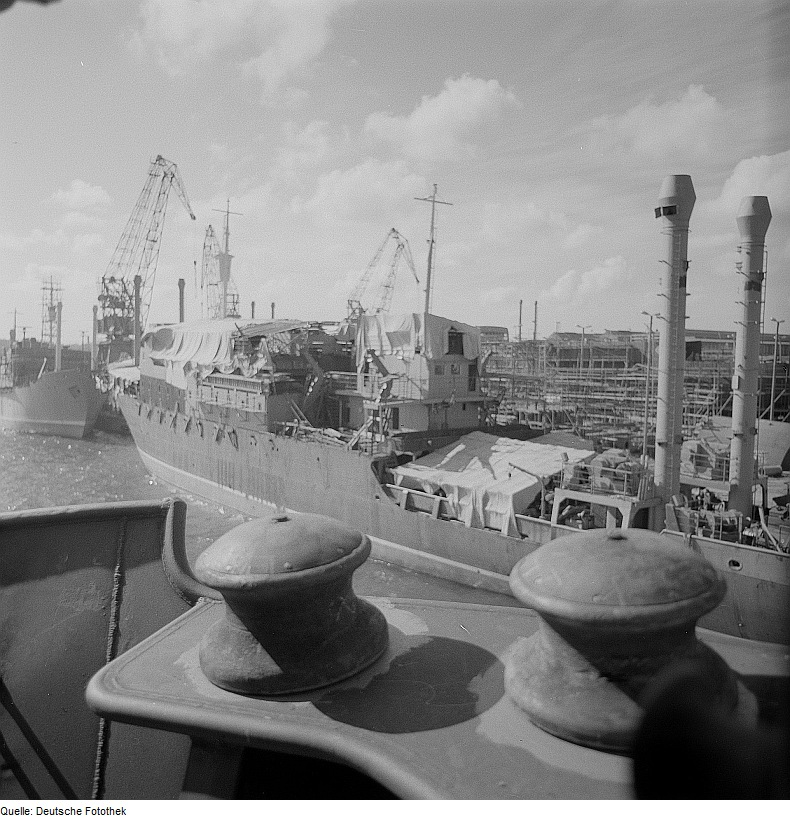
Typ Tropik im Bau

Zwei Viertakt-Dieselmotoren mit jeweils 493 Kilowatt Leistung trieben über Induktionskupplungen und ein gemeinsames Getriebe einen Verstellpropeller an. An die Welle war ein Elektromotor gekuppelt, der als zusätzlicher Antrieb oder Generator gefahren werden konnte. Für die Elektroenergieversorgung befanden sich vier Dieselaggregate mit 270 kW und zwei mit 100 kW Leistung an Bord. Die Dienstgeschwindigkeit betrug 11,7 Knoten. Ein Aktivruder ermöglichte besonders gute Manövriereigenschaften.
Für den Fischfang waren die Schiffe vielseitig ausgestattet. Grund- und Schleppnetzausrüstung dienten zum Fang von heringsartigen Fischen, Sardinen und Rundfischen. Mittels einer Mehrtrommelwinde wurde der Fang über die 4 Meter breite Heckslipanlage auf das 18 Meter lange Fangdeck gezogen. Für den Sardinenfang war eine Lichtfischereiausrüstung mit Fischpumpe vorhanden. Ein oder zwei Doriboote und ein Arbeitsboot wurden zum Fang von Thunfischen mit Langleinenfischerei und Ringwade eingesetzt. Für den eigenen oder von Zubringertrawlern übernommenen Fang standen, als Ganzfisch oder bei Großfischen zerteilt, 935 Kubikmeter Fischraum zur Verfügung. Die mögliche Fangleistung lag bei 60 Tonnen pro Tag. Im Kühlluftstrom gefroren wurde der Fisch im 470 Tonnen fassenden Tiefkühlraum gelagert. Es konnten 30 Tonnen in 22 Stunden bei −25 °C gefroren werden.